# Cantó d'Alzon
El cantó d'Alzon és un cantó francès del departament del Gard, a la regió d'Occitània. Està inclòs al districte de Lo Vigan, té sis municipis i el cap cantonal és Alzon.

## Municipis

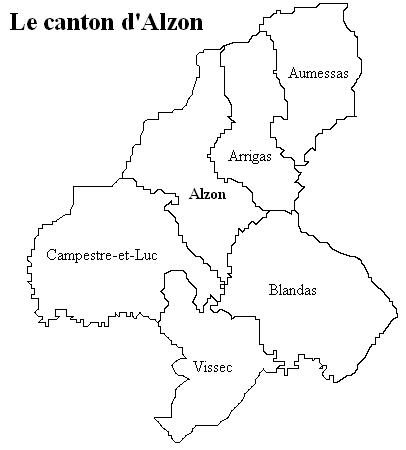
El cantó d'Alzon

- Alzon
- Arrigàs
- Aumessaç
- Blandaç
- Campèstre e lo Luc
- Virsec